# Gouvernement Martens IX
Royaume de Belgique
Gouvernement Wilfried Martens VIII Gouvernement Jean-Luc Dehaene I
Le gouvernement Martens IX fut le gouvernement fédéral belge du 29 septembre 1991 au 7 mars 1992. Ce gouvernement fut le dernier qui fut dirigé par Wilfried Martens.
Quatre partis composaient ce gouvernement : les partis socialistes (PS et SP) et démocrates-chrétiens (PSC et CVP).
Le gouvernement signe le traité de Maastricht le 7 février 1992 : celui-ci unifie dans une seule et même Communauté européenne la CEE, la CECA et l'Euratom, accroît la coopération politique européenne, fonde l'Union économique et monétaire, crée une citoyenneté européenne et impose l'indépendance des banques nationales.

## Composition
| Fonction | Titulaire | Titulaire           | Titulaire           | Parti |
| --- | --------- | ------------------- | ------------------- | ----- |
| Premier ministre |           | Wilfried Martens    | Wilfried Martens    | CVP   |
| Vice-premier ministre et ministre des réformes institutionnelles, de la restructuration de l'éducation nationale du ministère de la région Bruxelloise. |           | Philippe Moureaux   | Philippe Moureaux   | PS    |
| Vice-premier ministre et ministre des Affaires économiques, du plan et de la restructuration de l'éducation nationale.                                  |           | Willy Claes         | Willy Claes         | SP    |
| Vice-premier ministre et ministre de la Justice et des classes moyennes                                                                                 |           | Melchior Wathelet   | Melchior Wathelet   | PSC   |
| Vice-Premier Ministre et Ministre des communications et des réformes institutionnelles                                                                  |           | Jean-Luc Dehaene    | Jean-Luc Dehaene    | CVP   |
| Ministre des Finances |           | Philippe Maystadt   | Philippe Maystadt   | PSC   |
| Ministre du Budget et de la Recherche scientifique |           | Wivina Demeester    | Wivina Demeester    | CVP   |
| Ministre des Relations Extérieures |           | Mark Eyskens        | Mark Eyskens        | CVP   |
| Ministre du Commerce Extérieur |           | Robert Urbain       | Robert Urbain       | PS    |
| Ministre des affaires sociales |           | Philippe Busquin    | Philippe Busquin    | PS    |
| Ministre de la Défense |           | Guy Coëme           | Guy Coëme           | PS    |
| Ministre des pensions |           | Gilbert Mottard     | Gilbert Mottard     | PS    |
| Ministre de la coopération au développement et ministre adjoint à la politique scientifique                                                             |           | Erik Derycke        | Erik Derycke        | SP    |
| Ministre de l'intérieur, de la modernisation du service public et des institutions culturelles et scientifiques.                                        |           | Louis Tobback       | Louis Tobback       | SP    |
| Ministre de l'Emploi et du travail |           | Luc Van den Brande  | Luc Van den Brande  | CVP   |
| Ministre des Postes, Télégraphes et Téléphones |           | Marcel Colla        | Marcel Colla        | SP    |
| Ministre de la fonction publique |           | Raymond Langendries | Raymond Langendries | PSC   |
| Secrétaire d'État à l'Énergie |           | Élie Deworme        | Élie Deworme        | PS    |
| Secrétaire d'État aux Classes moyennes |           | Pierre Mainil       | Pierre Mainil       | PSC   |
| Secrétaire d'État aux Affaires européennes et à l'Agriculture                                                                                           |           | Paul De Keersmaeker | Paul De Keersmaeker | PSC   |
| Secrétaire d'État à l'Environnement et à l'Émancipation sociale                                                                                         |           | Miet Smet           | Miet Smet           | CVP   |
| Secrétaire d'État à l'Europe 1992 |           | Anne-Marie Lizin    | Anne-Marie Lizin    | PS    |
| Secrétaire d'État à la Santé publique et à la Politique des handicapés                                                                                  |           | Roger Delizée       | Roger Delizée       | PS    |
| Secrétaire d'État aux Pensions |           | Leona Detiège       | Leona Detiège       | SP    |
| Secrétaire d'État à la Politique scientifique |           | Pierre Chevalier    | Pierre Chevalier    | SP    |
| Secrétaire d'État aux Réformes institutionnelles, des Petites et moyennes entreprises et à la Restructuration des travaux publics                       |           | Jozef Dupré         | Jozef Dupré         | PSC   |